# Torpāq Tappeh
Torpāq Tappeh (persiska: ترپاق تپه, تَرياق تَپِّه, تورپاخ تَپِّه) är en ort i Iran.   Den ligger i provinsen Teheran, i den norra delen av landet, 40 km väster om huvudstaden Teheran. Torpāq Tappeh ligger 1 112 meter över havet och antalet invånare är 586.
Terrängen runt Torpāq Tappeh är platt. Runt Torpāq Tappeh är det tätbefolkat, med 947 invånare per kvadratkilometer. Närmaste större samhälle är Malārd, 8,7 km norr om Torpāq Tappeh. Trakten runt Torpāq Tappeh består till största delen av jordbruksmark.